# Mailsberg
Mailsberg ist ein Ort im Bezirk Sankt Veit an der Glan in Kärnten (Österreich). Durch den Ort verläuft die Grenze zwischen den Gemeinden Liebenfels und Frauenstein, wodurch der Ort in zwei Ortschaften zerfällt: Die Ortschaft Mailsberg in der Gemeinde Liebenfels hat 3 Einwohner (Stand 1. Jänner 2024), die Ortschaft Mailsberg in der Gemeinde Frauenstein hat 1 Einwohner (Stand 1. Jänner 2024).

## Lage

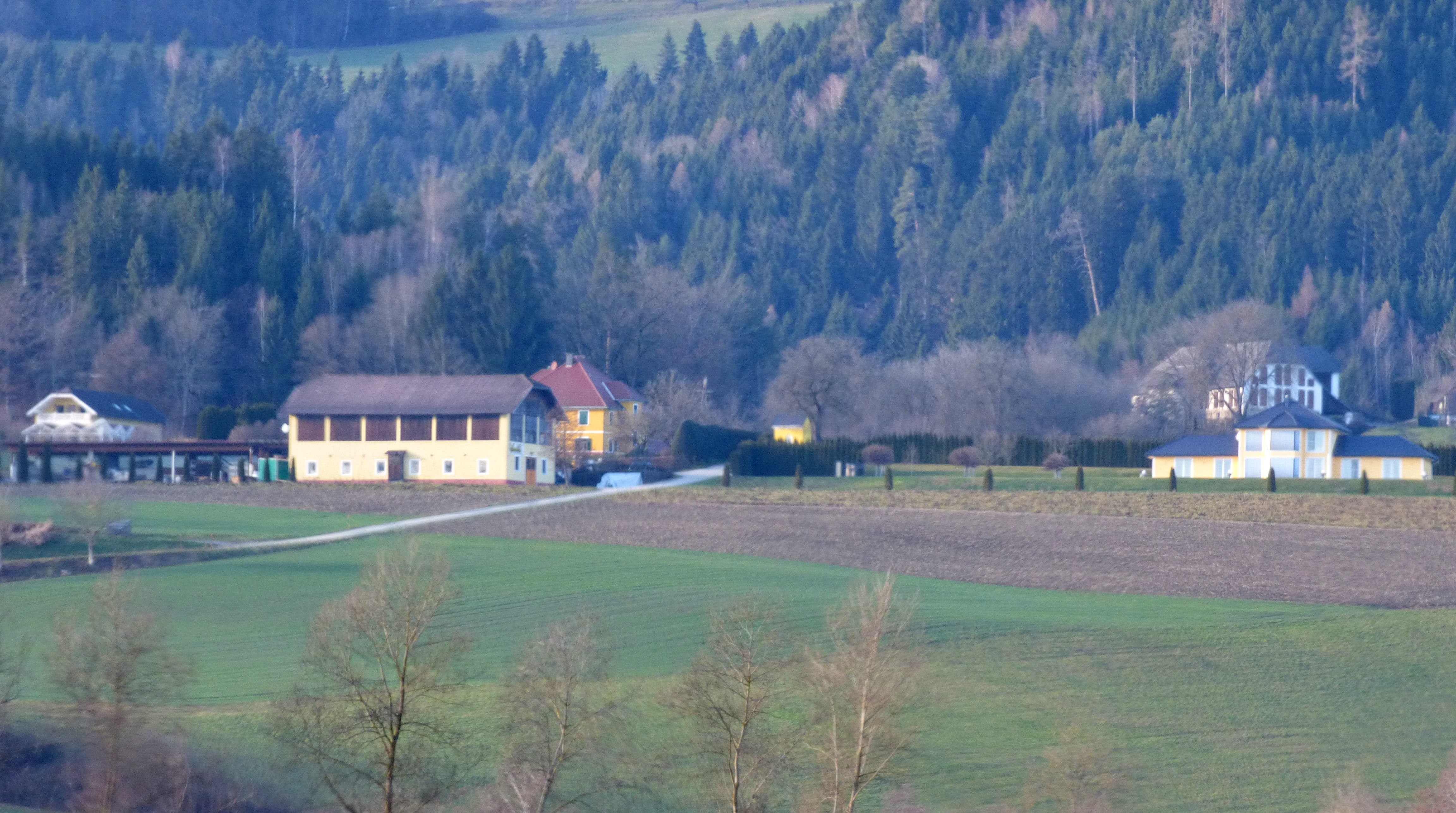
Mailsberg

Der Ort liegt im Süden des Bezirks Sankt Veit an der Glan, gut 3 Kilometer südwestlich des Zentrums der Bezirkshauptstadt Sankt Veit an der Glan, nördlich des Glantalbodens und etwa 80 Höhenmeter über der Glan, an einer schmalen Straße, die von der Ossiacher Straße nahe bei Sankt Veit an der Glan über Mailsberg und Beißendorf nach Pulst führt. Durch den Ort verläuft eine Katastralgemeindegrenze: der westliche Teil des Orts liegt auf dem Gebiet der Katastralgemeinde Rosenbichl, der östliche Teil des Orts auf dem Gebiet der Katastralgemeinde Grasdorf.

## Geschichte
Der Ort wurde schon 979 erwähnt, als Malmosich, was sich vom ostgermanischen Mahalakimp (= Gerichtsstein) ableitet.
Der auf dem Gebiet der Steuergemeinde Rosenbichl befindliche Ort Mailsberg gehörte in der ersten Hälfte des 19. Jahrhunderts zum Steuerbezirk Rosenbichl. Bei der Schaffung der politischen Gemeinden Mitte des 19. Jahrhunderts kam der Ort zur Gemeinde Feistritz, die 1875 in Gemeinde Pulst umbenannt wurde. Seit einer Gemeindefusion 1958 gehört die Ortschaft zur Gemeinde Liebenfels.

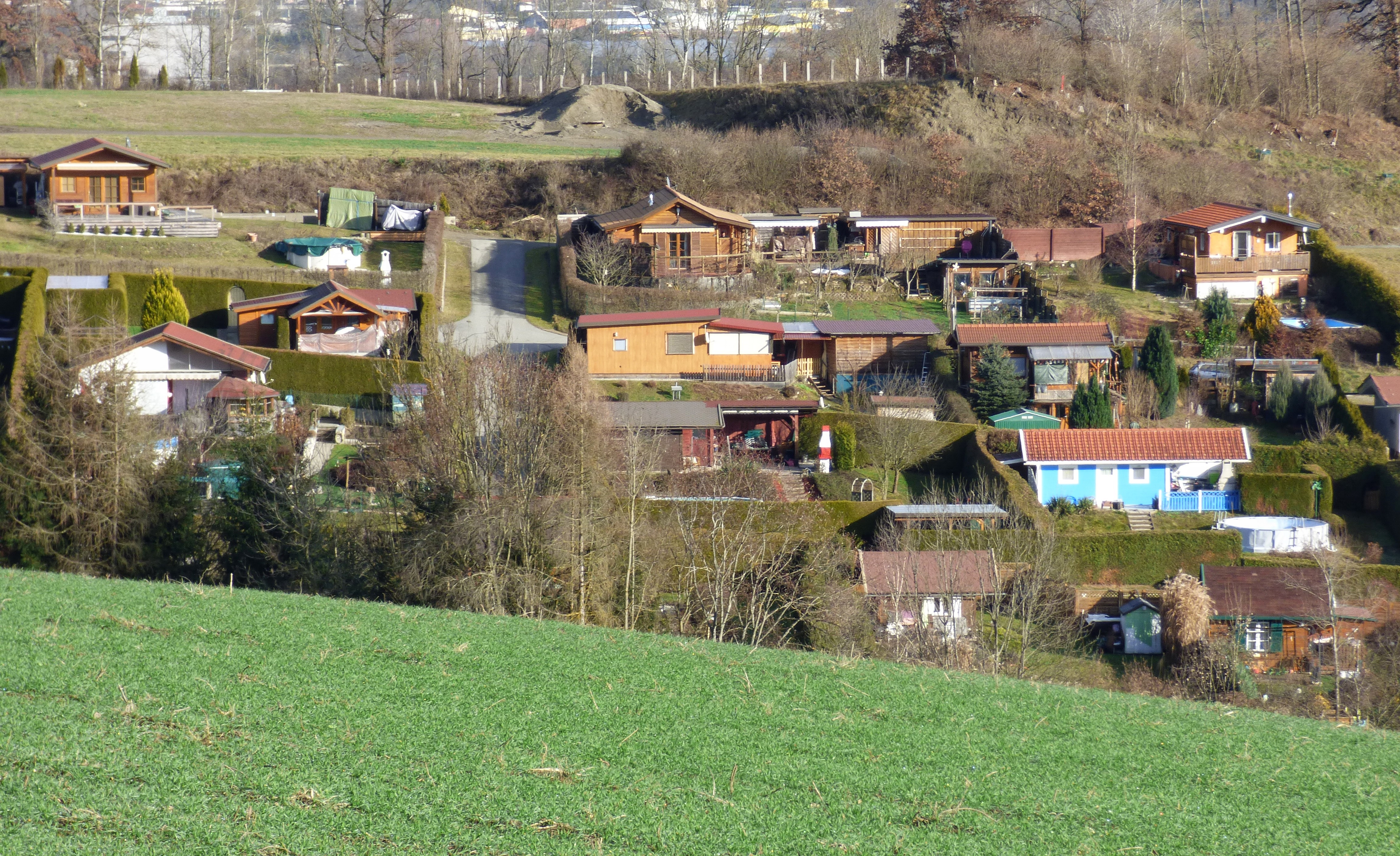
Schrebergartensiedlung Mailsberg

Südlich des Orts wurden ein Tierfriedhof und eine Naturruhestätte angelegt.
In den 2010er-Jahren wurde gegenüber der bis dahin bestehenden Häuser und somit auf dem Gebiet der Gemeinde Frauenstein ein Einfamilienhaus errichtet. Dieses Haus wird von der Gemeinde Frauenstein als eigene Ortschaft geführt.
Im letzten Viertel des 20. Jahrhunderts wurde auf dem Gebiet der Gemeinde Frauenstein östlich des Orts Mailsberg eine Schrebergartenanlage gegründet. Die Hütten auf der mittlerweile etwa 300 × 100 Meter großen Anlage Mailsberg dürfen nicht als Wohn- oder Nebenwohnsitz genutzt werden.

## Ortschaft Mailsberg (Gemeinde Liebenfels)

### Lage
Die Ortschaft liegt am östlichen Rand der Gemeinde Liebenfels, an der westlichen Seite der von der Ossiacher Straße über Beißendorf nach Pulst führenden Straße. Die Hofnamen Gregerl (Nr. 2) und Stachl (Nr. 3) werden in der Ortschaft geführt.

### Bevölkerungsentwicklung
Für die Ortschaft zählte man folgende Einwohnerzahlen:
- 1869: 3 Häuser, 19 Einwohner[5]
- 1880: 3 Häuser, 21 Einwohner[6]
- 1890: 3 Häuser, 20 Einwohner[7]
- 1900: 3 Häuser, 19 Einwohner[8]
- 1910: 3 Häuser, 24 Einwohner[9]
- 1923: 3 Häuser, 19 Einwohner[10]
- 1934: 15 Einwohner[11]
- 1961: 2 Häuser, 12 Einwohner[12]
- 2001: 3 Gebäude (davon 2 mit Hauptwohnsitz) mit 2 Wohnungen; 7 Einwohner und 0 Nebenwohnsitzfälle; 2 Haushalte; 2 Arbeitsstätten, 1 land- und forstwirtschaftlicher Betrieb[13]
- 2011: 3 Gebäude, 4 Einwohner, 2 Haushalte, 1 Arbeitsstätte[14]
- 2021: 4 Gebäude, 3 Einwohner, 2 Haushalte, 3 Arbeitsstätten[15]

## Ortschaft Mailsberg (Gemeinde Frauenstein)

### Lage
Die Ortschaft liegt im Süden der Gemeinde Frauenstein, an der östlichen Seite der von der Ossiacher Straße über Beißendorf nach Pulst führenden Straße.